# Raschig-Prozess
Der Raschig-Prozess ist ein chemischer Prozess zur Produktion von Hydroxylamin, welches jährlich im Multitonnenmaßstab, beispielsweise zur Herstellung von Caprolactam, benötigt wird. Er ist benannt nach dem deutschen Chemiker Fritz Raschig.
Die Ausgangsmaterialien sind Sauerstoff, Schwefeldioxid, Ammoniak, Kohlendioxid und Wasser. Zunächst wird Ammoniak katalytisch partiell zu Stickstoffmonoxid und Stickstoffdioxid oxidiert:
{\displaystyle \mathrm {2\ NH_{3}\ +\ 3\ O_{2}\longrightarrow \ NO\ +\ NO_{2}\ +\ 3\ H_{2}O} }
Dieses Gasgemisch wird dann in eine Ammoniumcarbonat-Lösung eingeleitet:
{\displaystyle \mathrm {H_{2}O\ +\ NO\ +\ NO_{2}\longrightarrow \ 2\ NO_{2}^{-}\ +\ 2\ H^{+}} }
Das benötigte Ammoniumcarbonat wird durch Einleiten von Kohlenstoffdioxid in eine Ammoniaklösung erhalten:
{\displaystyle \mathrm {2\ NH_{3}\ +\ CO_{2}\ +\ H_{2}O\longrightarrow \ (NH_{4})_{2}CO_{3}} }
In der nitrithaltigen Lösung wird Ammoniak zu Ammoniumnitrit umgesetzt, wobei Kohlenstoffdioxid und Wasser zurückgebildet werden:
{\displaystyle \mathrm {(NH_{4})_{2}CO_{3}\ +\ 2\ NO_{2}^{-}\ +\ 2\ H^{+}\longrightarrow \ 2\ NH_{4}NO_{2}\ +\ CO_{2}\ +\ H_{2}O} }
Ammoniumnitrit wird nun mit Schwefeldioxid zu Hydroxylamin reduziert, wobei Schwefeldioxid im wässrigen Milieu zu Schwefelsäure oxidiert wird. Das entstandene Hydroxylamin wird so direkt zu seinem Salz Hydroxylaminsulfat (NH3OH)2SO4 umgesetzt:
{\displaystyle \mathrm {2\ NH_{4}NO_{2}\ +\ 2\ SO_{2}\ +\ 4\ H_{2}O\longrightarrow \ 2\ (NH_{3}OH)_{2}SO_{4}} }
Die Nettogleichung des Gesamtprozesses lautet somit:
{\displaystyle \mathrm {4\ NH_{3}\ +\ 3\ O_{2}\ +\ 2\ SO_{2}\ +\ 2\ H_{2}O\longrightarrow \ 2(NH_{3}OH)_{2}SO_{4}} }
Hydroxylamin kann mit Hilfe einer Base freigesetzt werden:
{\displaystyle \mathrm {2\ (H_{3}NOH)_{2}SO_{4}+2NH_{3}\ \rightleftharpoons \ 2(NH_{4})_{2}SO_{4}+2H_{2}NOH} }
Ein großer Nachteil des Verfahrens ist der hohe „Abfall“-Anteil. Pro Tonne Hydroxylamin fallen 4 Tonnen Ammoniumsulfat an. 1967 führten BASF und Inventa ein Verfahren ein, bei dem nur halb so viel Abfall anfällt. Stamicarbon eliminierte 1970 das Ammoniumsulfat gänzlich (Stamicarbon-Verfahren).